# Cécile Wajsbrot
Cécile Wajsbrot (* 21. Juli 1954 in Paris) ist eine französische Schriftstellerin, Übersetzerin und Essayistin.

## Biografie
Cécile Wajsbrot wurde 1954 als Tochter polnischer Juden in Paris geboren. Ihre Familie war nach Frankreich geflüchtet, von dort wurde der Großvater deportiert und später im KZ Auschwitz ermordet. Ihre Mutter und ihre Großmutter entkamen nur knapp einer Razzia.
Cécile Wajsbrot studierte in Paris Vergleichende Literaturwissenschaften und arbeitete anschließend als Französischlehrerin und Rundfunkredakteurin. Sie hat Bücher aus dem Englischen und Deutschen ins Französische übersetzt, unter anderem von Virginia Woolf, Suzan Wicks, Charles Olson, Gert Ledig und Wolfgang Büscher.
Sie ist Mitarbeiterin der Zeitschriften Autrement, Les Nouvelles littéraires und Le Magazine Littéraire. Mit der von der Akademie der Künste (Berlin) herausgegebenen Literaturzeitschrift Sinn und Form ist sie seit langem eng verbunden: als Autorin, Beirätin und Mitglied der Akademie. Viele ihrer kürzeren Texte, vor allem Essays und Autobiographisches, wurden in Sinn und Form veröffentlicht.
Heute lebt sie als freie Schriftstellerin abwechselnd in Paris und Berlin.
Wajsbrot, deren Romane oft einen autobiographischen Hintergrund haben, thematisiert unter anderem das Thema der Shoa und das Schweigen zwischen den Generationen über traumatische Ereignisse der Vergangenheit – sowohl in Bezug auf die französische als auch die deutsche Nachkriegsgeschichte.
Im November 2021 wurde sie für drei Jahre zur neuen Vize-Sektionsleiterin Literatur der Akademie der Künste (Berlin) und damit in deren Senat gewählt.

## Auszeichnungen, Ehrungen
- 2014 wurde ihr der renommierte und mit 10.000 Euro dotierte Eugen-Helmlé-Übersetzerpreis zugesprochen.[3]
- 2016 Prix de l’Académie de Berlin[4]
- 2017 Mitglied der Deutschen Akademie für Sprache und Dichtung
- 2024 Ehrendoktorwürde verliehen durch die Universität Duisburg-Essen[5]

## Werke
Romane und Erzählbände
- Une vie à soi, 1982
- Atlantique, 1993
- Le désir d’équateur, 1995
- Mariane Klinger, 1996
- La trahison, 1997 (dt. Der Verrat, übers. v. Holger Fock und Sabine Müller. Liebeskind, München 2006, ISBN 978-3-935890-34-2).
- Voyage à Saint-Thomas, 1998
- Le visiteur, suivi de Le passage, et Les étoiles de mer, 1999
- Nation par Barbès, 2001 (dt. Im Schatten der Tage, übers. v. Holger Fock und Sabine Müller. Liebeskind, München 2004, ISBN 3-935890-23-0).
- Nocturnes, 2002 (dt. Nocturnes: Geschichten vom Meer, übers. v. Holger Fock und Sabine Müller. Liebeskind, München 2009, ISBN 978-3-935890-64-9).
- Caspar-Friedrich-Strasse, 2002 (dt. Mann und Frau den Mond betrachtend, übers. v. Holger Fock und Sabine Müller. Liebeskind, München 2002, ISBN 3-935890-15-X).
- Le tour du lac, 2004
- Fugue, 2005
- Mémorial, 2005 (dt. Aus der Nacht, Übers. Holger Fock, Sabine Müller. Liebeskind, München 2008, ISBN 978-3-935890-51-9)
- Conversations avec le maître, 2007
- L’île aux musées, 2008
- L’hydre de Lerne. 2011 (dt. Die Köpfe der Hydra, Übers. Brigitte Große. Matthes & Seitz, Berlin 2012, ISBN 978-3-88221-581-6).
- Sentinelles, 2013
- Totale éclipse, 2014 (dt. Eclipse, Übers. Nathalie Mälzer. Matthes & Seitz, Berlin 2016, ISBN 978-3-95757-263-9)
- Destruction, Le Bruit du temps, 2019 (dt. Zerstörung, Übers. Anne Weber. Wallstein Verlag, Göttingen 2020, ISBN 978-3-8353-3610-0)
- Nevermore, Le Bruit du temps, 2021 (dt. Nevermore, Übers. Anne Weber. Wallstein Verlag, Göttingen 2021, ISBN 978-3-8353-5069-4)

Essays
- Violet Trefusis. Biographie. Vorwort von François Mitterrand. Mercure de France, 1989
- Europe centrale. Mit Sébastien Reichmann. Autrement
- L’Histoire à la lettre. Mit Jacques Hassoun. Mentha, 1991
- Pour la littérature. Zulma, Paris 1999.
- Beaune-la-Rolande. Zulma, Paris 2004, ISBN 2-84304-266-6 (dt. „Die Zeremonie“. Übers. Hans Thill. In: Sinn und Form 2/2012, ISBN 978-3-943297-04-1).
- Das Presbyterium. in: Olga Mannheimer (Hrsg.): Blau, weiß, rot. Frankreich erzählt. Übers. Marie Luise Knott. dtv, München 2017, ISBN 978-3-423-26152-4, S. 317–323.[6]
- Verlorene Generation oder Die Macht der Namen. In: Sinn und Form 1/2024, S. 37–49

Übersetzungen
- Virginia Woolf: Les Vagues. Calmann-Lévy, Paris 1993.